# Døde i 1989
Døde i 1989   er en liste over notable personer, der er afgået ved døden i 1989  . 

## Januar
| - Hirohito |

- 7. januar – Hirohito, Japans kejser gennem mere end 62 år (født 1901).
- 11. januar – Henning Karmark, dansk filmproducent (født 1907).
- 23. januar – Salvador Dali, spansk maler (født 1904).
- 24. januar – Ted Bundy, amerikansk seriemorder (født 1946). – henrettet
- 27. januar – Thomas Sopwith, engelsk luftfart pioner og sejlsportsmand (født 1888).
- 28. januar – Blanche Funch, dansk skuespiller (født 1910).

## Februar
|  |

- 3. februar – Ebbe Langberg, dansk skuespiller (født 1933).
- 3. februar – John Cassavetes, amerikansk filminstruktør og skuespiller (født 1929).
- 4. februar – Thorkild Hansen, dansk forfatter (født 1927).
- 11. februar – George O'Hanlon, amerikansk skuespiller og instruktør (født 1912).
- 25. februar – Minna Nyhus, dansk operasanger (født 1939).
- 27. februar – Konrad Lorenz, østrigsk adfærdsforsker (født 1903).

## Marts
|  |

- 20. marts – Ole Ejnar Bonding, dansk arkitekt (født 1910).
- 31. marts – Jakob Nielsen, dansk journalist og tv-vært (født 1937).

## April
| - Sergio Leone |

- 15. april – Martin Rode, dansk skuespiller (født 1961).
- 23. april – Lone Luther, dansk skuespiller (født 1925).
- 30. april – Sergio Leone, italiensk filminstruktør (født 1929).

## Maj
|  |

- 1. maj – Anne Mari Lie, dansk forfatter og skuespiller (født 1945).
- 13. maj – Bjørn Puggaard-Müller, dansk skuespiller (født 1922).
- 16. maj – Niels Bollmann, dansk politiker og minister (født 1939).
- 17. maj – Finn Juhl, dansk arkitekt og møbeldesigner (født 1912).
- 20. maj – John Hicks, engelsk økonom og nobelprismodtager (født 1904).

## Juni
|  |

- 3. juni – Ayatollah Khomeini, Irans første muslimske leder gennem 10 år (født 1902).
- 10. juni – Ove Haase, dansk maler (født 1894).
- 14. juni – Ib Nørlund, dansk politiker (født 1917).
- 14. juni – Pete de Freitas, engelsk trommer (Echo & The Bunnymen) (født 1961).
- 22. juni – Anton Dermota, slovensk tenor og kammersanger (født 1910).
- 23. juni – Werner Best, tysk jurist og rigsbefuldmægtiget i Danmark under 2. verdenskrig (født 1903).
- 24. juni – Preben Hansen, kgl. dansk bygningsingeniør og arkitekt (født 1908).
- 24. juni – Sidse Werner, dansk arkitekt og designer (født 1931).
- 26. juni – Thorkil Kristensen, dansk politiker (født 1899).
- 26. juni – Inger Stender, dansk skuespiller (født 1912).
- 28. juni – Joris Ivens, hollansk filmproducent (født 1898).
- 30. juni – Hilmar Baunsgaard, dansk politiker og statsminister (født 1920).

## Juli
| - Hilmar Baunsgaard - Mel Blanc - Laurence Olivier |

- 2. juli – Hilmar Baunsgaard, dansk statsminister (født 1920).
- 2. juli – Andrei Gromyko, sovjetisk politiker (født 1909).
- 2. juli – Franklin J. Schaffner, amerikansk filminstruktør (født 1920).
- 10. juli – Mel Blanc, amerikansk lydskuespiller (født 1908).
- 11. juli – Laurence Olivier, engelsk skuespiller, instruktør og manuskriptforfatter (født 1907).
- 16. juli – Herbert von Karajan, østrigsk dirigent (født 1908).
- 20. juli – Børge Roger-Henrichsen, dansk komponist (født 1915).
- 30. juli – Lily Broberg, dansk skuespiller (født 1923).

## August
|  |

- 3. august – Preben Hornung, dansk maler (født 1919).
- 12. august – William Shockley, amerikansk fysiker og nobelprismodtager (født 1910).
- 20. august – Erling Dalsborg, dansk skuespiller og sanger (født 1925).

## September
|  |

- 3. september – Svend Lindhart, dansk billedhugger (født 1898).
- 4. september – Georges Simenon, belgisk forfatter (født 1903).
- 15. september – Robert Penn Warren, amerikansk forfatter (født 1905).
- 19. september – Helge Dohrmann, dansk politiker, gruppe- og landsformand (født 1939).
- 22. september – Irving Berlin, amerikansk komponist (født 1888).
- 28. september – Ferdinand Marcos, præsident og diktator på Filippinerne 1972-1986 (født 1917).
- 29. september – Georges Ulmer, dansk sanger og entertainer (født 1919).
- 29. september   – Gunnar Wiklund, svensk sanger (født 1935).

## Oktober
| - Bette Davis |

- 2. oktober – Torben Hundahl, dansk skuespiller (født 1945).
- 4. oktober – Graham Chapman, britisk komiker (født 1941).
- 6. oktober – Bette Davis, amerikansk skuespiller (født 1908).
- 6. oktober - Harald W. Lauesen, dansk-tysk maler (født 1913)
- 7. oktober – Kurt Carlsen, dansk/amerikansk skibskaptajn (født 1914).
- 14. oktober – Ingeborg Brams, dansk skuespiller (født 1921).
- 17. oktober – Erling Schroeder, dansk skuespiller og sceneinstruktør (født 1903).
- 27. oktober – Kjeld Philip, dansk politiker (født 1912).

## November
|  |

- 5. november – Vladimir Horowitz, russisk pianist (født 1903).
- 5. november – Ivan Malinowski, dansk digter og oversætter (født 1926).
- 11. november – Holger Boland, kgl. dansk operasanger og skuespiller (født 1905).
- 12. november – Thomas Dam, dansk fabrikant (født 1915).
- 27. november – Gunnar Heerup, dansk musikpædagog (født 1903).
- 30. november – Alfred Herrhausen, tysk bankdirektør (født 1930) - myrdet.

## December
| - Andrej Sakharov, 1989\| \| Nobels fredspris 1975 \| - Nicolae Ceauşescu |                       |
|                                                                           | Nobels fredspris 1975 |

- 1. december – Alvin Ailey, amerikansk danser og koreograf (født 1931).
- 5. december – John Pritchard, engelsk dirigent (født 1921).
- 8. december – Max Grundig, tysk grundlægger (født 1908).
- 9. december – Jack Kampmann, dansk maler (født 1914).
- 10. december – Peter Nicolaisen, dansk maler, grafiker og keramiker (født 1894).
- 14. december – Johannes G. Sørensen, dansk journalist og speaker (født 1908).
- 14. december – Andrej Sakharov, russisk fysiker og nobelprismodtager (født 1921).
- 16. december – Lee Van Cleef, amerikansk skuespiller (født 1925).
- 17. december – Henning Gantriis, dansk tegner (født 1918).
- 19. december – Preben Mahrt, dansk skuespiller (født 1920).
- 20. december – Knud Meister, dansk journalist, redaktør og forfatter (født 1913).
- 22. december – Samuel Beckett, irsk forfatter, prismodtager af Nobelprisen i litteratur 1969 (født 1906).
- 25. december – Nicolae Ceauşescu, tidligere rumænsk diktator (født 1918) – henrettet.
- 26. december – Jørgen Lehmann, dansk læge, biokemiker og professor (født 1898).
- 28. december – Hans Sølvhøj, dansk generaldirektør (født 1919).
- 31. december – Bendt Rothe, dansk skuespiller og instruktør (født 1921).